# 大羽贯众
大羽贯众（学名：Cyrtomium maximum）为鳞毛蕨科贯众属下的一个种。

## 扩展阅读
- 維基物種上的相關：大羽贯众